# Bonthandel

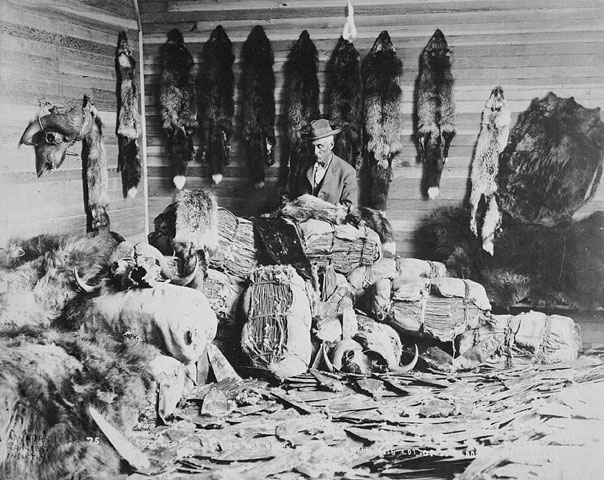
Een bonthandelaar uit Alberta rond 1890.

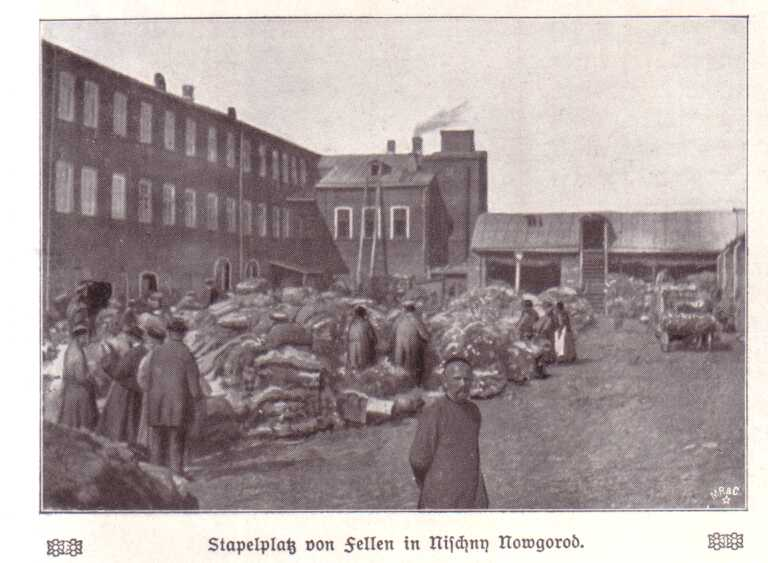
Bonthandel in Nizjni Novgorod (voor 1906).

Bont- of pelshandel is de handel in bont. Huiden worden hierbij afgenomen van pelsjagers en pelsdierfokkers om door een looierij en pelsbewerker te worden verwerkt tot bont. De grootste veilinghuizen voor bont bevinden zich in Kopenhagen, Helsinki, Oslo, Sint-Petersburg, Seattle en Toronto.
Vroege bonthandel vond plaats in Wolga-Bulgarije waarbij de Roes belangrijke leveranciers waren. Deze handelden verder vanuit Aldeigjuborg en later Novgorod met de Chazaren, het Byzantijnse Rijk en Scandinavië.
De bonthandel was een belangrijke drijfveer achter de kolonisatie van Siberië en noordelijk Noord-Amerika. In 1574 verkreeg de rijke familie Stroganov van tsaar Ivan de Verschrikkelijke het recht op de landen ten oosten van de Oeral om onder meer hun bonthandel uit te breiden. Zij vonden hierbij de Kozakken bereid om dit militair te ondersteunen en zo wisten Russen en Kozakken rond 1640 de Grote Oceaan te bereiken. Rond 1730 hadden zij de oversteek gemaakt naar Alaska, terwijl zij rond 1810 Noord-Californië wisten te bereiken. Vanaf 1600 trokken vooral Engelse en Franse bonthandelaren westwaarts vanaf de Atlantische kust om uiteindelijk hun Russische collega's te treffen aan de westkust.

## Wetgeving
Sinds 2009 is binnen de Europese Unie de import en export van, en de handel in katten- en hondenpels verboden.